# Lindy Cochran
Linda Lorraine Cochran detta Lindy  (Richmond, 10 luglio 1953) è un'ex sciatrice alpina statunitense.

## Biografia
Lindy Cochran proviene da una famiglia di grandi tradizioni nello sci alpino: il padre, Mickey, dopo aver allenato personalmente i quattro figli che sarebbero entrati nella nazionale statunitense – oltre a Lindy, Barbara, Marilyn e Bob –, nel 1974 sarebbe divenuto allenatore della stessa squadra nazionale. Anche la generazione successiva avrebbe fornito diversi elementi alla nazionale statunitense, come i figli di Lindy, Jessica, Tim e Robby Kelley, e i figli dei suoi fratelli, Jimmy Cochran e Ryan Cochran-Siegle.
Specialista delle prove tecniche attiva negli anni 1970, in Coppa del Mondo ottenne il suo unico podio, nonché primo piazzamento internazionale di rilievo, arrivando 2ª nello slalom speciale disputato a Les Gets l'8 gennaio 1974, dietro a Christa Zechmeister e davanti ad Annemarie Moser-Pröll. Partecipò ai Mondiali di Sankt Moritz 1974 (14ª nello slalom speciale) e ai XII Giochi olimpici invernali di Innsbruck 1976, sua unica presenza olimpica (valida anche come Mondiali 1976), classificandosi 12ª nello slalom gigante e 6ª nello slalom speciale; il suo ultimo piazzamento internazionale di rilievo fu il 6º posto nello slalom gigante di Coppa del Mondo disputato a Copper Mountain il 5 marzo seguente. Dopo il ritiro prese parte al circuito universitario nordamericano (NCAA) fino al 1981.

## Palmarès

### Coppa del Mondo
- Miglior piazzamento in classifica generale: 20ª nel 1974 e nel 1976
- 1 podio:
  - 1 secondo posto

### Campionati statunitensi
- 2 ori (slalom speciale nel 1973; slalom gigante nel 1976)[3]